# Heinrich Gottfried Philipp Gengler
Heinrich Gottfried Philipp Gengler (25 luglio 1817 – 28 novembre 1901) è stato uno storico tedesco.

## Biografia
Philipp Gengler nacque a Bamberga in Germania. Studiò presso l'Università di Würzburg e presso l'Università di Heidelberg. Nel 1842 si laureò presso l'Università di Erlangen. Un anno dopo si qualificò professore. Nel 1847 diventò docente di storia giuridica tedesca presso l'Università di Erlangen e nel 1851 fu nominato professore ordinario presso l'Università di Erlangen. Morì a Erlangen, a 84 anni.

## Opere principali
- Deutsche Rechtsgeschichte im Grundrisse. Palm, Erlangen 1849 (online, Google).
- Schwabenspiegels Landrechtsbuch. Theodor Blaesing, Erlangen 1853.
- Ueber Aeneas Sylvius in seiner Bedeutung für die deutsche Rechtsgeschichte. Junge, Erlangen 1860 (online, Google).
- Regesten und Urkunden zur Verfassungs- und Rechtsgeschichte der deutschen Städte im Mittelalter. Erster Band,   Enke, Erlangen 1863 (online, Google; Additions; Corrections; Table of contents).